# 羅克格羅夫鎮區 (伊利諾伊州斯蒂芬森縣)
羅克格羅夫鎮區（英語：Rock Grove Township）是位於美國伊利諾伊州斯蒂芬森縣的一個行政鎮區。

## 地方資料
根據2010年美國人口普查的數據，羅克格羅夫鎮區的面積為78.80平方千米，當中陸地面積為78.40平方千米，而水域面積為0.40平方千米。當地共有人口1347人，而人口密度為每平方千米17.09人。